# Tismana (Gorj, Rumunjska)
Tismana je naselje u županiji Gorj u Rumunjskoj. Sela Celei, Costeni, Gornoviţa, Isvarna, Pocruia, Racoţi, Sohodol, Topeşti, Vâlcele i Vânăta, spadaju administrativno pod upravu naselja Tismana.